# Kloster Heilsbruck
Kloster Heilsbruck war eine Zisterzienserinnenabtei, die in der jetzigen rheinland-pfälzischen Gemeinde Edenkoben lag. Die nach dem Abbruch der Klosterkirche im frühen 19. Jahrhundert und Umnutzung als Weingut entstandene Klosteranlage weist ein einheitlich gewachsenes Klostergefüge mit zeugnishaftem Anlageschema aus. Aus allen Epochen der Klostergeschichte sind Bauteile und Gebäude erhalten, die den baukünstlerischen Anspruch und die Bedeutung des Klosters belegen.

## Denkmal
Die Gebäude des Klosters bzw. Weinguts sind mit dem Verwaltungsakt vom 27. März 1981 unter Schutz gestellt worden. Nach einer Voranfrage zur Bebauung der Freiflächen um das Kloster wurde zusätzlich das gesamte Gebiet des ehemaligen Klosters und späteren Weinguts Heilsbruck per Rechtsverordnung vom 29. August 1996 als Denkmalzone Kloster Heilsbruck unter Schutz gestellt. Die Denkmalzone wird in der Rechtsverordnung als „bauliche Gesamtanlage bestehend aus Klostergebäuden, Klostermühle und zugehörigen Frei- und Grünflächen, die durch eine Ummauerung in ihrer Ausdehnung als historische Einheit definiert sind“ ausgewiesen.

## Geschichte

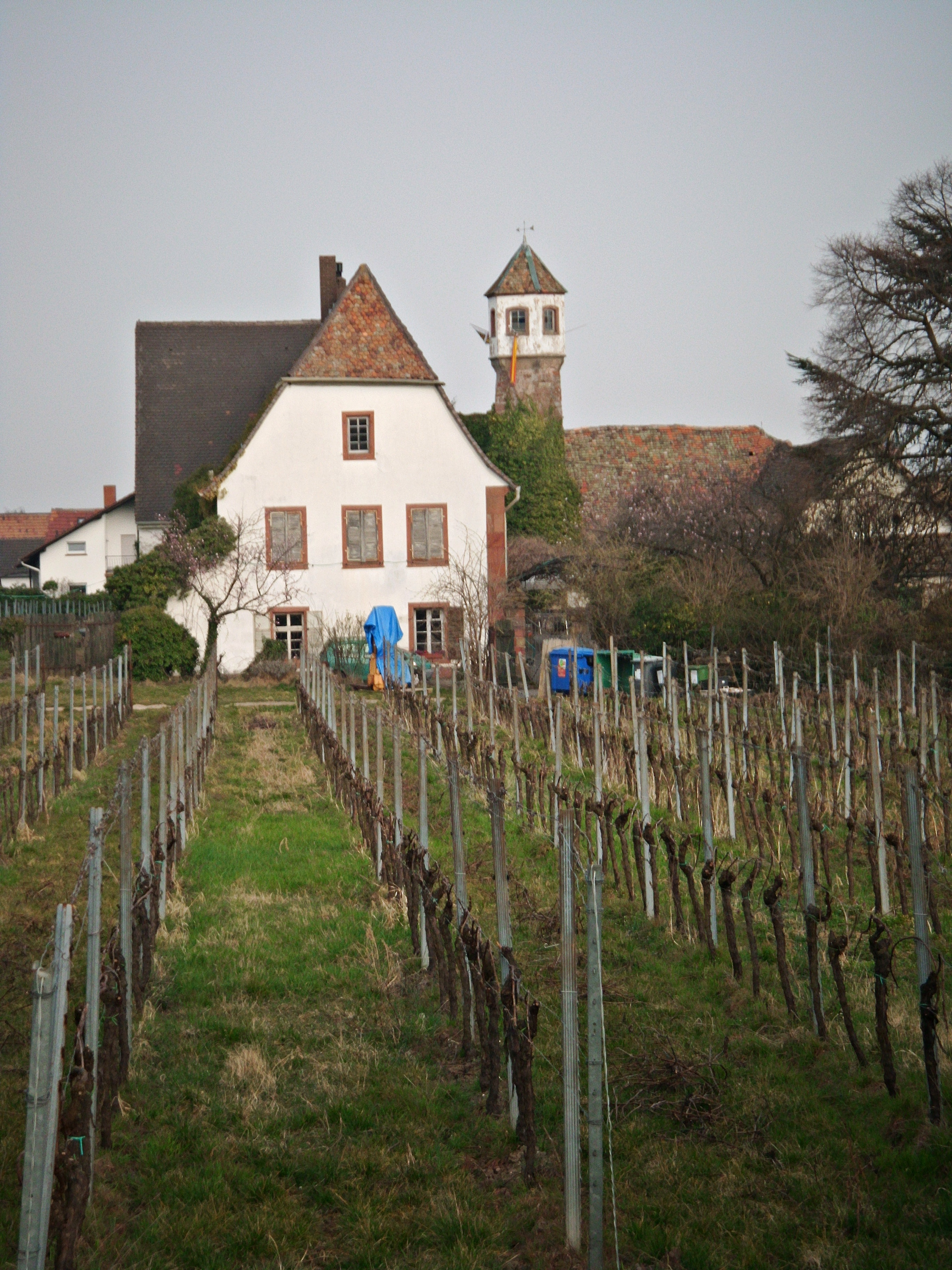
Kloster Heilsbruck von Westen

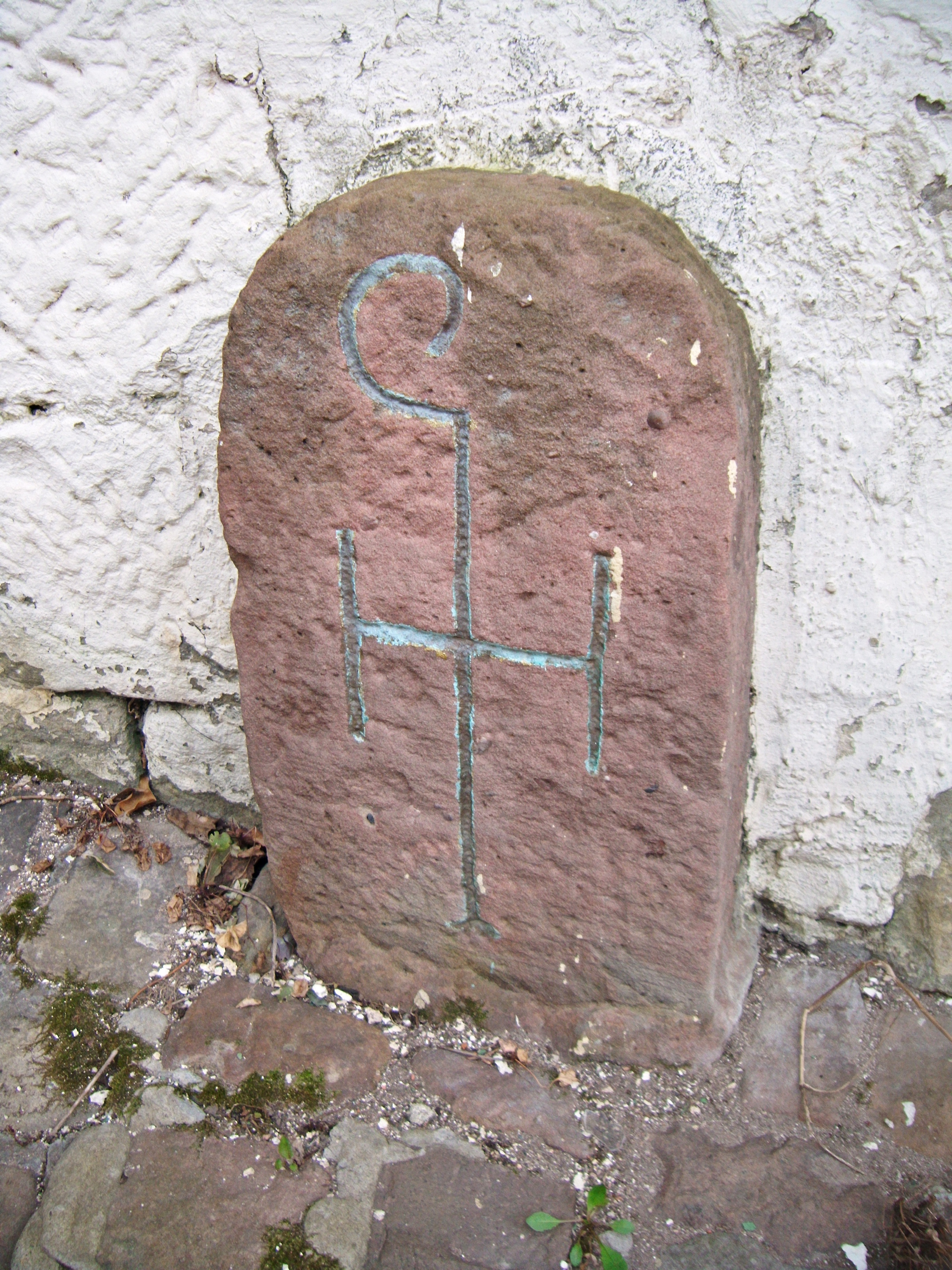
Alter Grenzstein mit Klostermonogramm

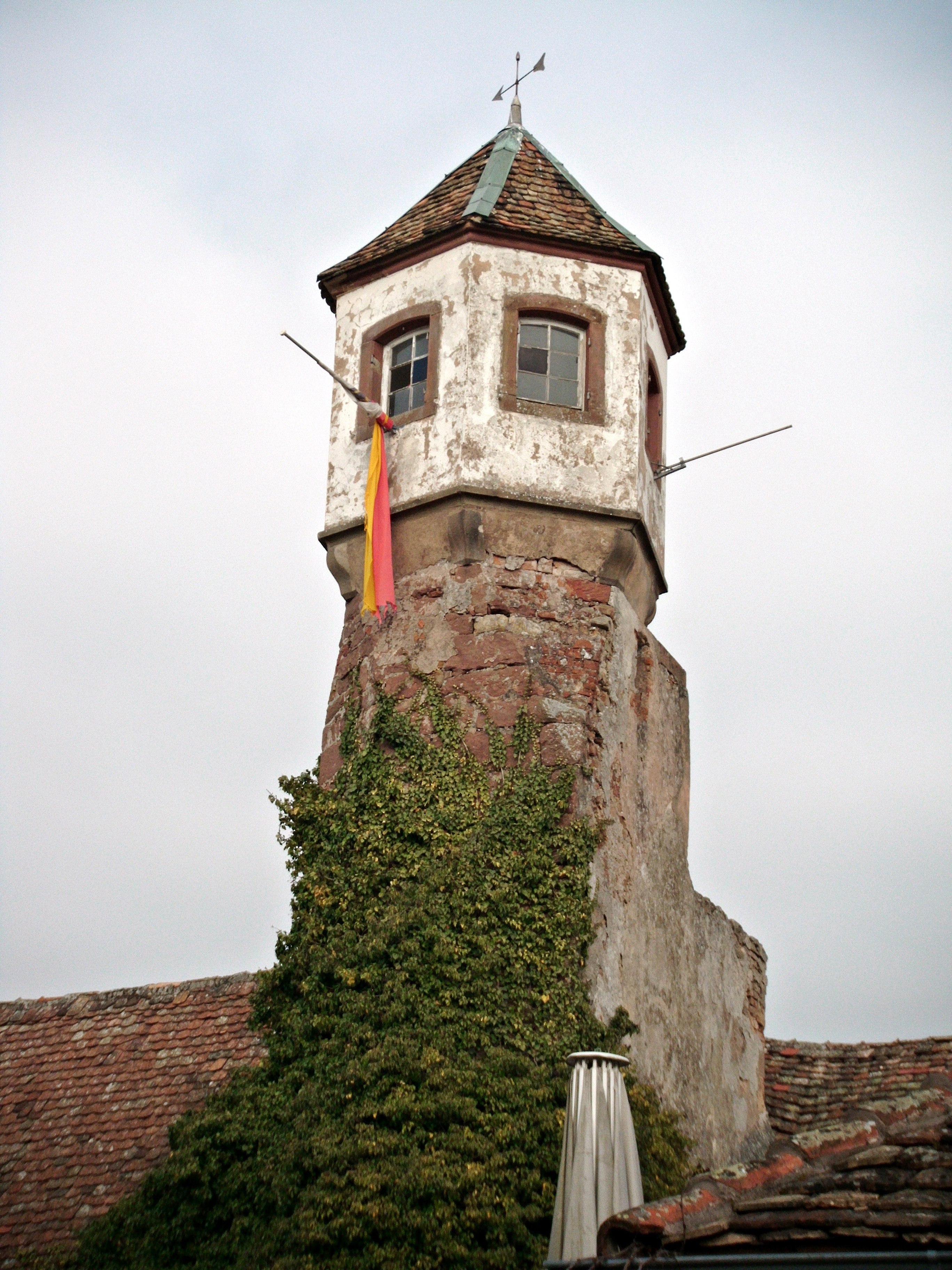
Kloster Heilsbruck, Turmrest der Kirche

Der aus der hiesigen Region stammende Würzburger Kanonikus Salomon wollte in seiner Heimat ein Zisterzienserinnenkloster gründen. In dem vermögenden Speyerer Bürger und früheren Schultheißen Elbewin Schwarz gewann er 1230 einen Unterstützer, der dem Klosterprojekt Grundbesitz in Harthausen stiftete. So konnte dort zwei Jahre später das geplante Kloster gegründet werden; es wurde mit Nonnen aus dem Kloster Koenigsbruck im Elsass besetzt. Der Speyerer Bischof Beringer von Entringen bestätigte die Gründung 1232.
Wegen sumpfigen Bodens sowie Mangels an sauberem Trinkwasser und Brennholz erschien es den Schwestern schon nach etwa 30 Jahren erstrebenswert, an einen anderen Platz umzuziehen. Sie baten den Zisterzienserabt von Eußerthal, dem sie geistlich unterstanden, sich beim Speyerer Bischof Heinrich von Leiningen für den beabsichtigten Umzug einzusetzen; dieser gab 1262 seine Erlaubnis. Das Kloster erwarb daraufhin von Ritter Burkard von Breitenstein die Hoheits-, Vogtei- und Kirchenpatronatsrechte über die Nachbardörfer Edenkoben und Wazzenhofen. In letzterem siedelten sie ihr neues Kloster am Rande der Haardt an. Es entwickelte sich – nicht zuletzt durch den Besitz qualitativer Weinlagen – rasch und erfolgreich. 1281 stellte es König Rudolf von Habsburg unter den Schutz des Reiches, Kaiser Ludwig der Bayer erneuerte 1339 Rechte und Freiheiten des Klosters. 1408 stellte ihm König Ruprecht einen Schutzbrief aus und bestimmte seinen Sohn, Kurfürst Ludwig III. von der Pfalz, sowie dessen Nachfolger, zu Schirmherren des Konvents. Um 1500 war er in 46 Ortschaften begütert.
Während des Pfälzischen Bauernkrieges wurde die Abtei Heilsbruck im Frühjahr 1525 (nach Ostern) geplündert und verwüstet. Unter Äbtissin Sophia Kistel von Dürkheim renovierte man die Anlage und errichtete auf den Ruinen eine neue, gotische Kirche, Klostergebäude und einen tiefen Weinkeller. Von ihnen haben sich Reste erhalten. Aus der Verschuldung durch den Wiederaufbau erholte sich das Kloster nicht mehr.
Der Pfälzer Kurfürst Friedrich III. ließ den Konvent 1560 im Gefolge der Reformation auflösen. Güter und Erträge wurden 1565 der kurfürstlichen Verwaltung zugeschlagen und von einem Klosterschaffner verwaltet.
Als im Dreißigjährigen Krieg die Gegend zeitweise wieder unter katholischen Einfluss kam, siedelten sich ab 1636 Speyerer Jesuiten in Heilsbruck an. 1646 zogen die Zisterzienserinnen wieder dort ein und wollten das Nonnenkloster aufleben lassen. Schon 1648 musste aufgrund des Westfälischen Friedens der Vorkriegszustand wieder hergestellt werden. Die Nonnen verließen Heilsbruck endgültig und das klösterliche Leben erlosch. Offenbar wurde das profanierte Kloster an Mennoniten aus der Schweiz verpachtet, da bei den Bewohnern des 17. und 18. Jahrhunderts Schweizer Familiennamen vorherrschen. In anderen aufgelösten Klöstern der Region geschah dies ebenfalls.
Als die Kurfürsten der Pfalz nach 1685 wieder katholisch geworden waren, scheinen Katholiken die Heilsbrucker Kirche zeitweise erneut genutzt zu haben. Der Landeskundler Johann Goswin Widder schrieb 1787, dass dort nur noch am Fronleichnamstag eine Messe gefeiert werde. Franz Xaver Remling merkte 1832 an, dass die Edenkobener Fronleichnamsprozession noch bis zum Anfang des 19. Jahrhunderts in die Heilsbrucker Klosterkirche gezogen sei.
Als Teil der deutschen Gebiete auf dem linken Rheinufer fiel Heilsbruck, dessen zugehörige Ortschaft Wazzenhofen mittlerweile ein Teil Edenkobens war, an Frankreich. Die revolutionäre Regierung versteigerte den Klosterbesitz am 21. Mai 1805 in Mainz an zwei Investoren aus Landau. Neue Eigentümer wurden die Landauer Bürger Louis Keller und Georg Albert Mayer. Die Liegenschaft wurde damals beschrieben als: „Pachtgebäude, Hof, Scheuer, Kellerhaus, eine alte Kirche, ein Teil vom Kreuzgang, das Klostergebäude, Weinberge, Wiesen, Garten und Zubehörden des sogenannten Heiligbrucher Klosters.“ Im Versteigerungsprotokoll von 1805 wird die Kirche erwähnt. 1824 beschreibt sie der Mannheimer Autor Johann Georg Rieger (1798–1838) noch als existent. Remling konstatierte 1832, dass der Investor Georg Albert Mayer die Kirche habe abbrechen lassen, bis auf ein Türmchen, das als „Belvedere“ (Aussichtspunkt) diente.
Im Laufe des 19. Jahrhunderts wechselten die Pächter und Eigentümer mehrmals.
1891 ließ der damalige Eigentümer Hartz aus Landau im südlichen Bereich des Klosterareals Terrain zu landwirtschaftlichen Zwecken abheben. Dabei stieß man auf eine Reihe von alten Gräbern. Aufgrund der ersten Funde wurde vermutet, dass diese Grabsetzungen mit den meisten mittelalterlichen Resten nichts zu tun haben, sondern auf fränkischen Ursprung ab dem 8. Jahrhundert zurückgehen. Später wurden noch weiter nach Süden Teile des Klosterfriedhofs freigelegt.
1898 erwarb die Kaufmannsfamilie Ueberle und Ritzhaupt das Kloster. Bis 2018 wurde es von einem Nachfahren der Familie Ueberle geleitet, dem Winzer Jacob Sulzer. Nach dem Tode von Jacob Sulzer schloss das Kloster Heilsbruck als Weinhaus und Veranstaltungsort im Juli 2019 die Pforten.
Das Kloster wurde in Folge 2019 erneut von zwei Investoren gekauft.

## Bedeutung für Edenkoben
Zur Bedeutung des Klosters für Edenkoben schreibt sein erster Historiograph Remling: „So verdient dieses Kloster, vorzüglich bei den Bewohnern Edenkobens, schon deßwegen ein achtungsvolles Andenken, weil ohne dasselbe dieser Ort nie zu der Größe und dem Ansehen gelangt wäre, dessen er – von zwei unbedeutenden Weilern zu einem Dorfe, von einem Dorfe zu einem Mark[t]flecken, von einem ansehnlichen Mark[t]flecken zu einer Stadt herangewachsen – nunmehr mit allem Rechte genießt.“

## Heutiger Baubestand

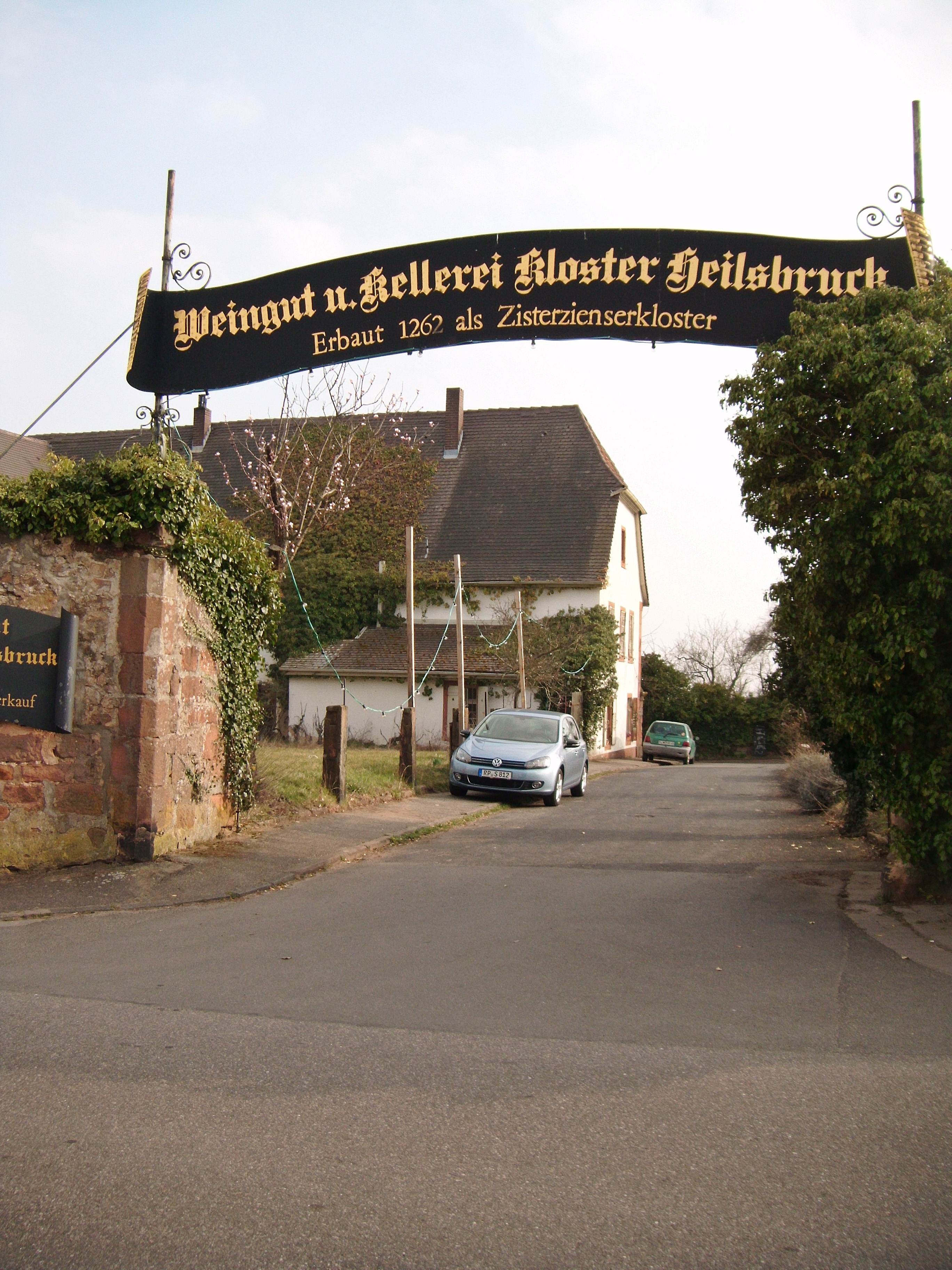
Haupteingang zum Klosterareal, mit Refektoriumsbau

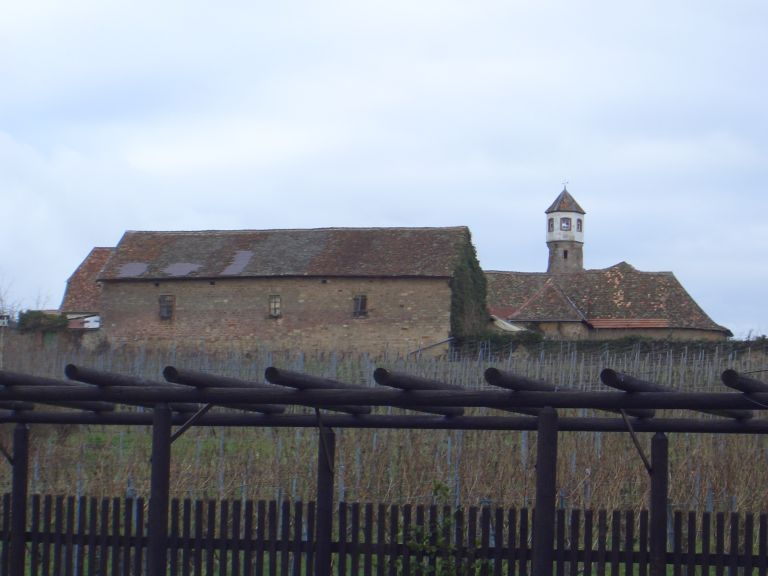
Ansicht von Süden

Das Weingut trägt die Edenkobener Adresse „Klosterstraße 170“. Es wird größtenteils von einer Mauer umgeben, die im Nordosten, zur Klosterstraße hin, am mächtigsten ist und dort auch auf der Straßenseite fünf dicke Strebepfeiler aufweist. Sie hat hier den Charakter einer Befestigung. Innerhalb des Areals liegen Weinberge und Gärten, auf der Ostseite die heutige Hofanlage. Es handelt sich um ein langgezogenes Gutshaus mit Krüppelwalmdach. Im Kern ist es das Anfang des 16. Jahrhunderts wiedererbaute Refektorium, jedoch klassizistisch überformt. An der Nordseite weist es eine kleine Rundbogenpforte mit der lateinischen Jahreszahl 1552 auf. Östlich und südlich stehen landwirtschaftliche Gebäude, das östliche ruht auf einem kreuzgratgewölbten Keller mit kreuzförmigem Grundriss, der früher die Kirche trug. Von dieser ist ein gotisches Treppentürmchen erhalten, auf dem sich der Gutsbesitzer Georg Albert Mayer im frühen 19. Jahrhundert einen sechseckigen Aufbau errichten ließ. Im Hof zwischen Gutshaus und Nebengebäuden befindet sich eine große, gotische Brunnenschale, die wohl aus dem ehemaligen Kreuzgang stammt. Neben einem alten Grenzstein mit dem Monogramm des Klosters Heilsbruck sind auch zwei sehr einfache, mittelalterliche Grabplatten (13. Jahrhundert) vorhanden; eine vom Grab eines Kindes namens Elisabeth, die andere von dem des Adeligen Conrad von Altdorff, einem Wohltäter des Konvents.  In einer neu erbauten Mauer westlich der Hofanlage ist ein mittelalterlicher Spolienstein mit Inschrift eingelassen.
In Speyer, Heydenreichstraße 8, befand sich der Heilsbrucker Klosterhof, von dem Teile aus dem 16. Jahrhundert erhalten blieben (z. B. achteckiger Treppenturm).
Auch in Harthausen gab es bis ins 18. Jahrhundert ein Heilsbrucker Gut. An das hier gegründete Kloster erinnert heute im Ortswappen eine Lilie; die Veranstaltungs- und Sporthalle des Dorfes heißt Heilsbruckhalle.

## Klosterwappen

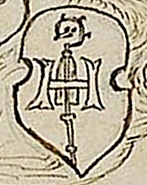
Klosterwappen

Das Wappen des Klosters hat sich u. a. auf einem alten Grenzstein erhalten, der heute im Hof des Anwesens platziert ist. Es handelt sich um ein brückenartig in die Breite gezogenes „H“ für Heilsbruck, mit einem aufrecht stehenden Äbtissinnenstab.
Aus der Zeit des Klosterneubaues im 16. Jahrhundert überliefert der Landeshistoriker Johann Franz Capellini von Wickenburg, im Thesaurus Palatinus (Band 1), die Zeichnung eines Gedenksteines der Äbtissin Sophia Kistel von Dürkheim, von 1534, der das gleiche Klosterwappen zeigt.